# 奇爾沙治號戰艦
奇爾沙治號戰艦（舷號BB-5）是一艘隸屬於美國海軍的戰艦，為奇爾沙治級戰艦的首艦。她是美軍第二艘以奇爾沙治為名的軍艦，以繼承南北戰爭中北軍的一艘同名單桅縱帆船。由於該帆船的戰績彪炳，美軍特意將新一艘戰艦繼承其艦名，而非按傳統以美國州份命名。
奇爾沙治號在1896年於紐波特紐斯造船廠開始建造，並在1898年下水，最終在1900年服役。稍後奇爾沙治號曾作多次改裝。美國參與第一次世界大戰後，奇爾沙治號主要在近岸訓練海軍工程師，直到1920年退役為止。退役後奇爾沙治號改裝為起重船，在1941年更改艦名，並在第二次世界大戰時協助維修及裝設多艘美軍軍艦。1955年奇爾沙治號除籍，並出售拆解。